# مودی (دیواندره)
مودی یک روستا در ایران است که در دهستان زرینه در شهرستان دیواندره استان کردستان واقع شده‌است. مودی ۲۲۹ نفر جمعیت دارد.